# بدر غدارين
بدر غدارين  (20 أكتوبر 1997 الدارالبيضاء المغرب) هو لاعب كرة قدم مغربي يلعب كمدافع.

## روابط خارجية
- بدر غدارين على موقع الاتحاد الدولي (مؤرشف)  (الإنجليزية)
- بدر غدارين على موقع قاعدة بيانات كرة القدم.إي يو (الإنجليزية)